# Altstadt von Verona
Die historische Altstadt von Verona ist 2000 in die Liste des UNESCO-Welterbes aufgenommen worden.
Die Stadt wurde im 1. Jahrhundert v. Chr. gegründet, sie blühte besonders auf unter der Herrschaft der Scaliger im 13. und 14. Jahrhundert n. Chr. und als ein Teil der Republik von Venedig vom 15. bis 18. Jahrhundert n. Chr. In Verona sind eine bemerkenswert große Zahl von Denkmälern des Altertums, des Mittelalters und des Zeitalters der Renaissance erhalten geblieben. Sie ist ebenfalls ein hervorragendes Beispiel für eine militärische Festungsanlage, die zwei Jahrtausende in Gebrauch war.

## Zusammenfassung der Stadtentwicklung

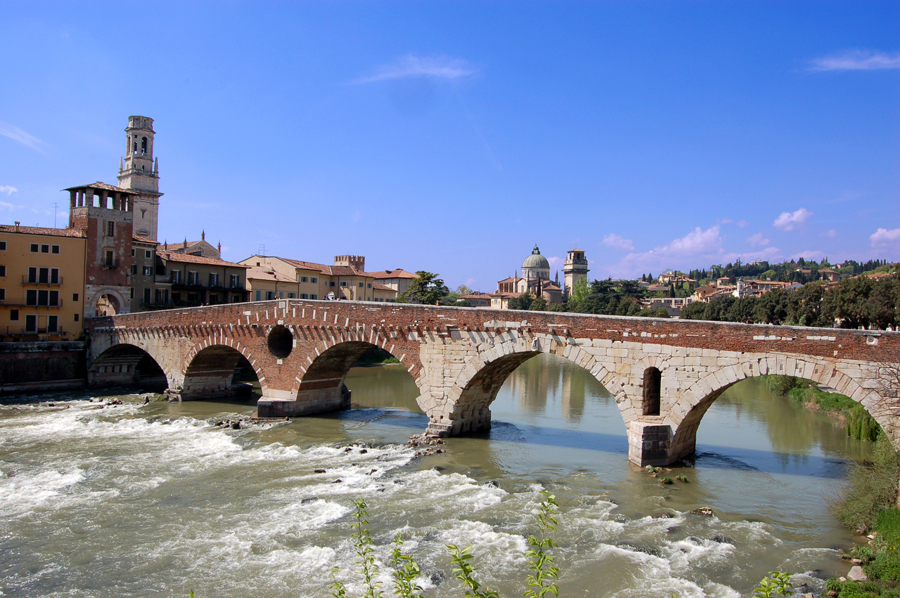
Ponte Pietra

Die Stadt liegt in Norditalien am Fluss Etsch (italienisch Adige) und am Fuß der Lessinischen Alpen. Der Siedlungsplatz geht auf prähistorische Zeiten zurück, eine kleine Siedlung entwickelte sich zwischen dem 4. und 3. Jahrhundert v. Chr. und wurde ein römisches Municipium im 1. Jahrhundert v. Chr.; danach wuchs seine Bedeutung rasch an. Während des 5. Jahrhunderts n. Chr. wurde Verona vom Ostgoten Theoderich I. erobert, später von den Langobarden und 774 von Karl dem Großen.
Im frühen 12. Jahrhundert wurde es eine unabhängige Kommune, die unter der Signoria der Scaliger und besonders unter Cangrande I. aufblühte. 1495 fiel sie an Venedig, ab 1797 wurde sie ein Teil des Habsburger Reichs und gelangte 1866 nach dem Dritten Italienischen Unabhängigkeitskrieg zum Königreich Italien.

## Die Altstadt

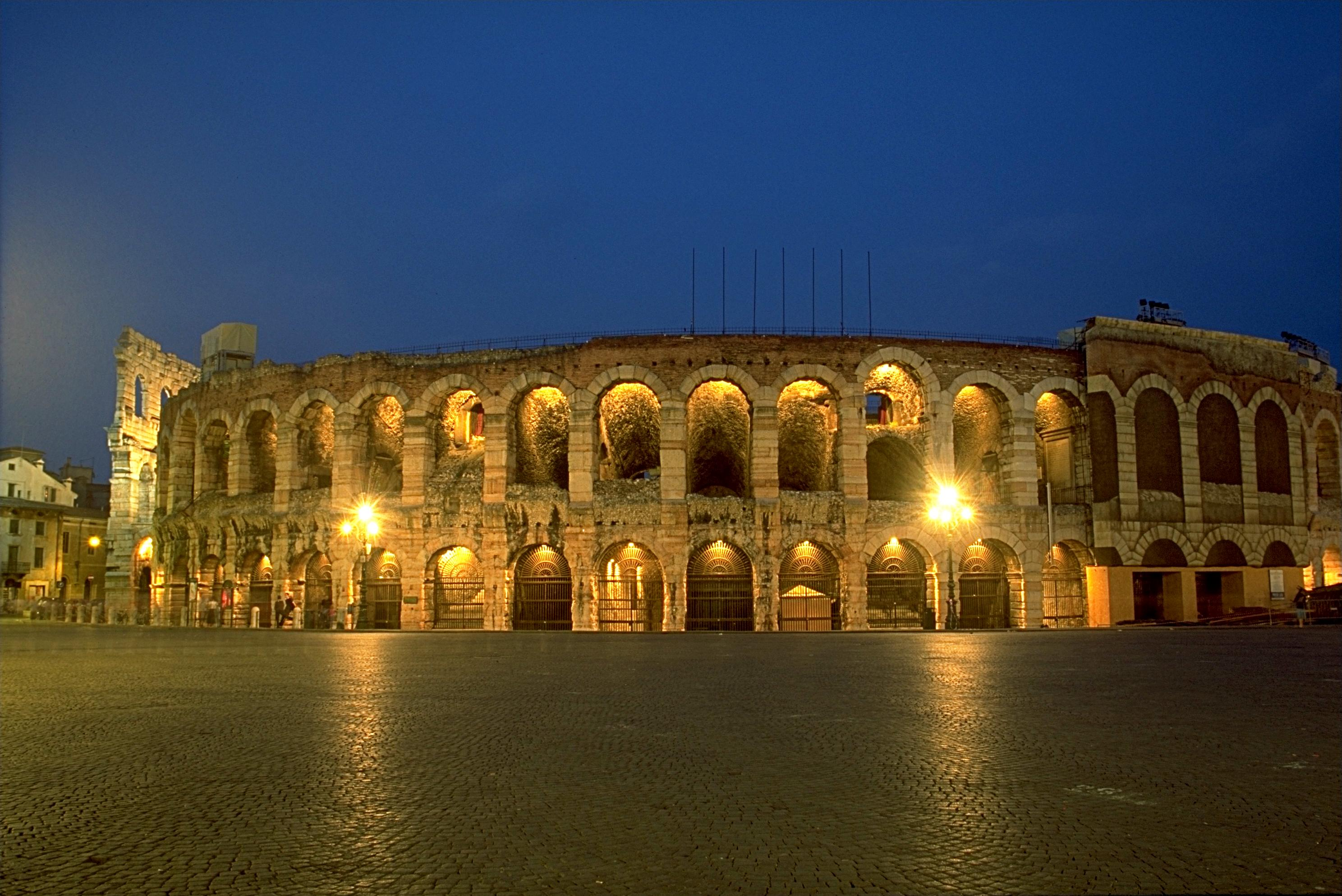
Die abendliche Arena

Der Kern der Altstadt besteht aus der römischen Siedlung, die sich in den Flussbogen der Etsch schmiegt und eine der umfangreichsten Ansammlungen römischer Relikte in Norditalien enthält. Erhalten gebliebene Reste der Antike sind:
- das Stadttor Porta Borsari,
- die Reste der Porta Leoni, beide Tore sind die augenfälligsten Überreste der römischen Stadtmauer von Verona
- der Arco dei Gavi, der in der Napoleonischen Zeit abgebaut und nahe dem Castelvecchio in den 1930er Jahren wieder aufgebaut wurde,
- die Ponte Pietra,
- das römische Theater und
- das Amphitheater Arena.

Die Scaliger bauten die Mauern während des Mittelalters wieder auf, die dann ein viel größeres Gebiet im Westen und ein weiteres ausgedehntes Gebiet am Ostufer des Flusses umschlossen. In diesen Grenzen blieb die Stadt bis zum 20. Jahrhundert.

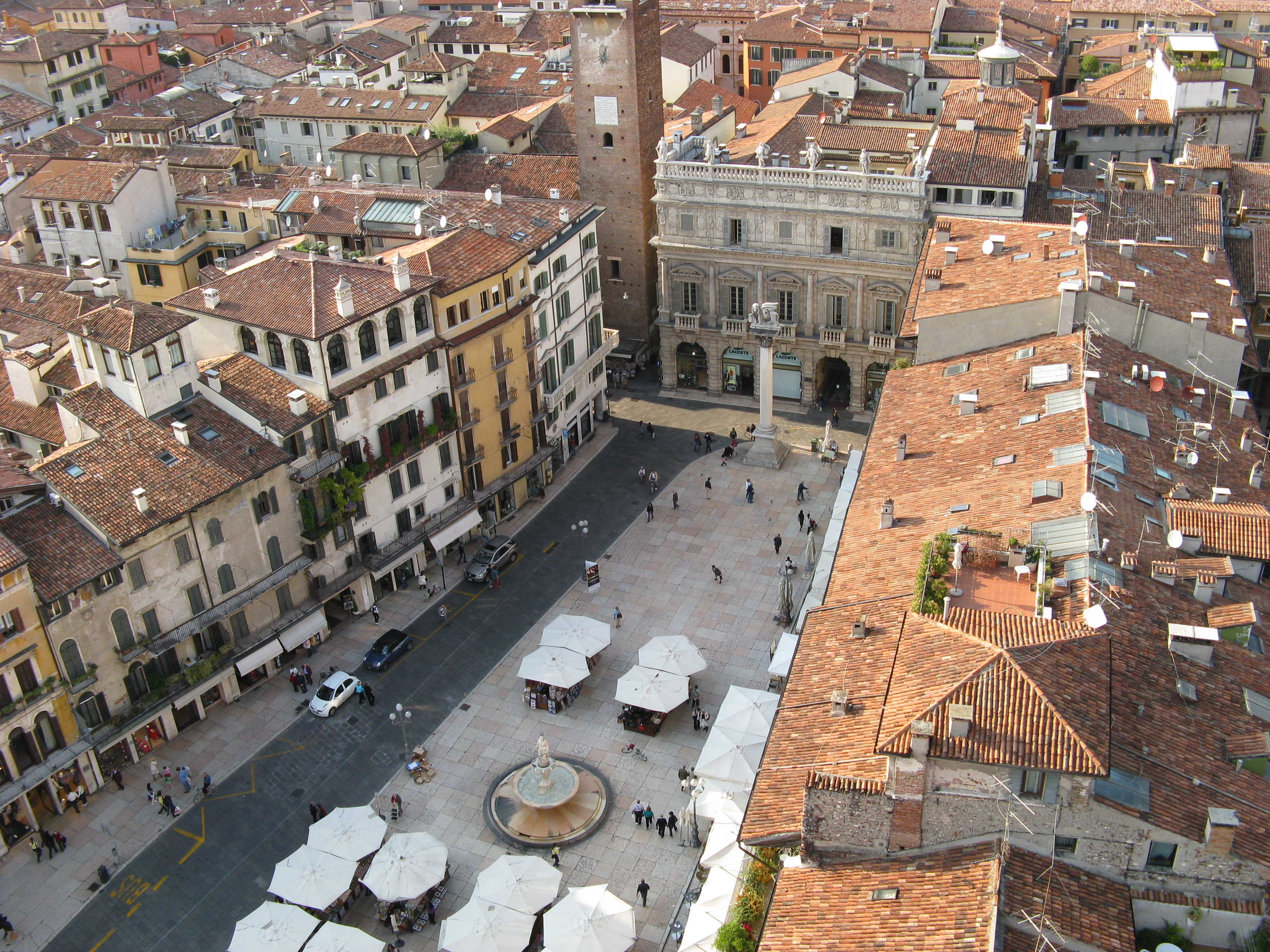
Blick auf einen Teil der Piazza delle Erbe

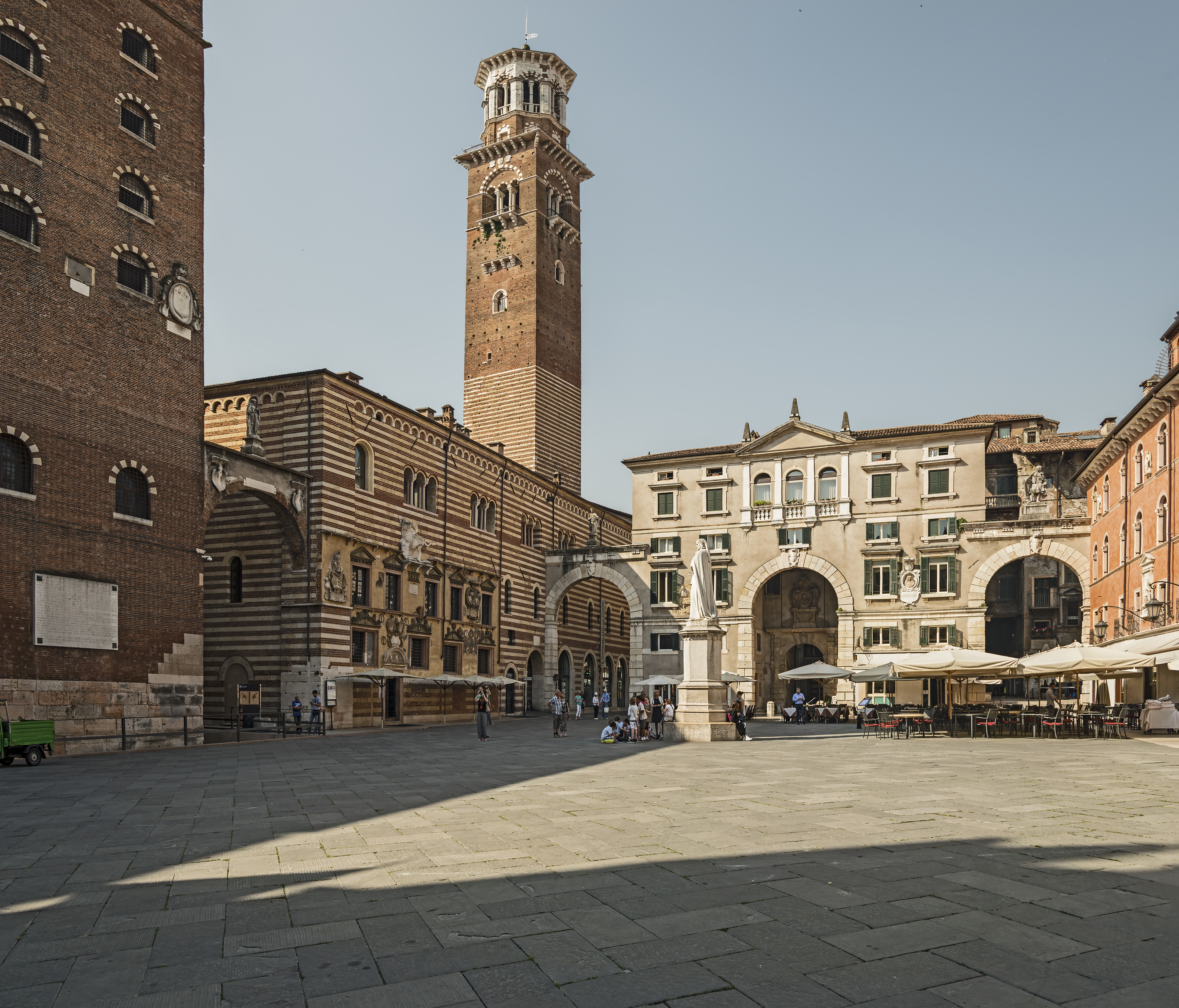
Die Piazza dei Signori

Das Herz von Verona ist das Ensemble, das aus der Piazza delle Erbe (mit seinem malerischen Obst- und Gemüsemarkt) und der Piazza dei Signori besteht, mit historischen Gebäuden wie dem Palazzo del Comune, dem Palazzo del Governo, der Loggia del Consiglio, den Arche Scaligere und dem Domus Nova. Die Piazza Bra besitzt eine Reihe von Bauwerken, die aus verschiedenen Epochen stammen.
Veronas erhalten gebliebene Architektur und Stadtstruktur spiegeln die Entwicklung einer befestigten Stadt mit einer 2000-jährigen Geschichte wider.

## Kriterien für Listeneintrag
Folgende Kriterien gaben den Ausschlag für den Eintrag in die Welterbe-Liste:

“Criterion (ii): In its urban structure and its architecture, Verona is an outstanding example of a town that has developed progressively and uninterruptedly over 2,000 years, incorporating artistic elements of the highest quality from each succeeding period.”

„Von der Stadtstruktur und der Architektur her ist Verona ein herausragendes Beispiel für eine Stadt, die sich 2000 Jahre lang fortwährend und ungestört entwickelt hat. In ihr haben sich aus jeder aufeinanderfolgenden Epoche Kunstdenkmäler der höchsten Qualität erhalten.“

“Criterion (iv): Verona represents in an exceptional way the concept of the fortified town at several seminal stages of European history.”

„Verona repräsentiert auf außergewöhnliche Weise die Idee einer befestigten Stadt während mehrerer wegweisender Entwicklungsstufen der europäischen Geschichte.“

## Unversehrtheit, Unverfälschtheit und Schutz der Welterbe-Stadt

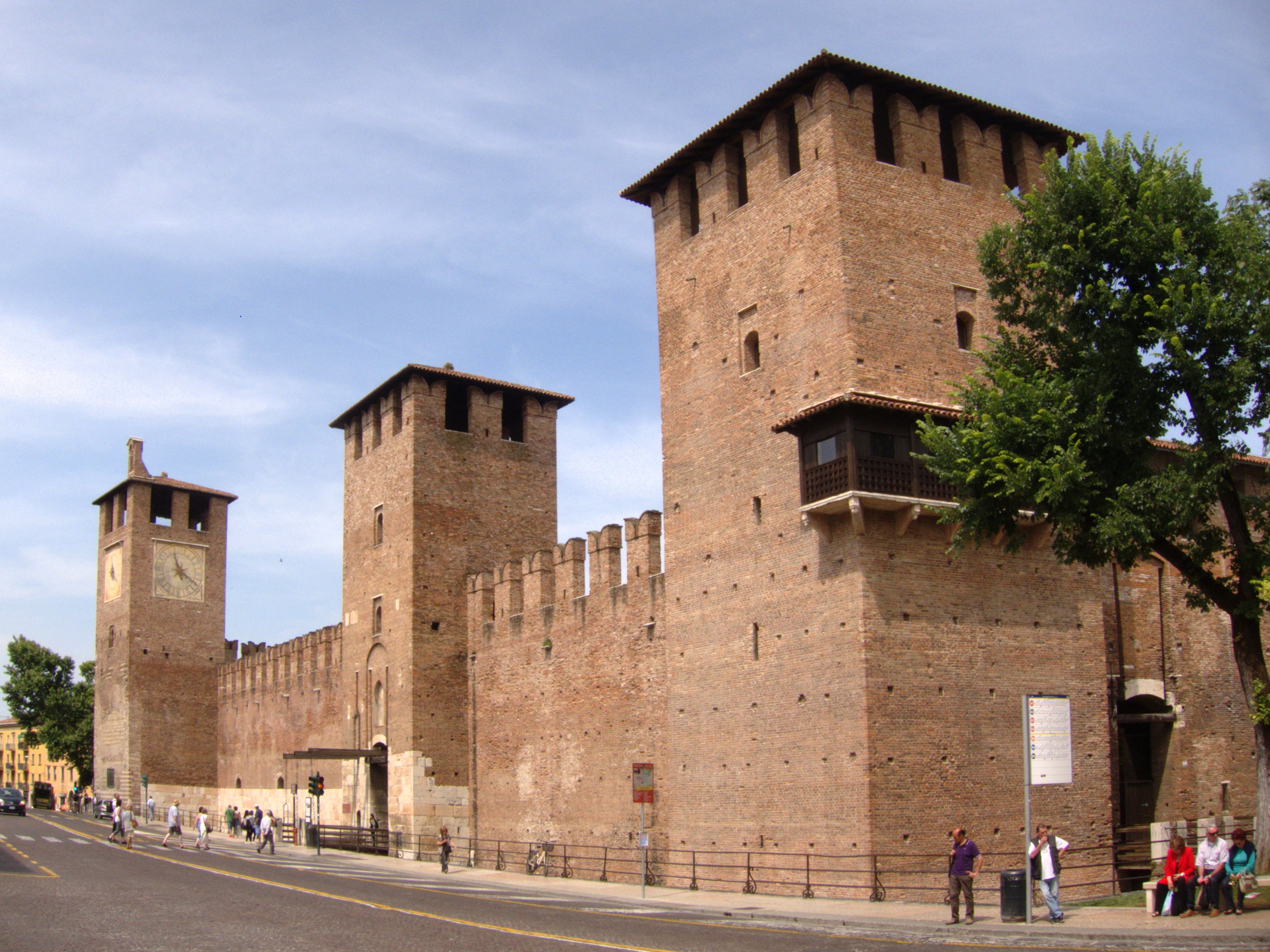
Castelvecchio

Die folgenden Eigenschaften eines Welterbe-Objekts werden zusammengefasst für Verona wie folgt beurteilt:
- Unversehrtheit
Die Unversehrtheit des Stadtbilds von Verona wird als außergewöhnlich hoch und die Struktur als recht homogen eingeschätzt. Auch die Schäden, die während des Zweiten Weltkriegs auftraten, wurden mit äußerster Sorgfalt behoben. Bedrohungen dieser Unversehrtheit durch Überschwemmungen wurden frühzeitig minimiert und für ein Erdbeben besteht ein geringes Risiko.
- Unverfälschtheit
Die Echtheit und Unverfälschtheit der Altstadt von Verona ist hoch. Was zum Beispiel die Befestigungen der Stadt betrifft, so ist dieses Verteidigungssystem gut über die verschiedenen Zeiträume der militärischen Nutzung bewahrt worden. Man wandte nach dem Zweiten Weltkrieg die eingeführten Grundsätze der Restaurierung an, die seit der Mitte des 19. Jahrhunderts in Italien zur Tradition geworden sind.
- Schutz und Denkmal-Management
Viele Institutionen kümmern sich um den Schutz des Welterbes und die gelisteten Gebäude und Denkmäler werden durch ein staatliches Schutzgesetz für das Kulturerbe und beauftragte Superintendanten überwacht und abgesichert. Es gibt ein UNESCO-Büro zur Koordination und es herrscht eine gute Zusammenarbeit zwischen allen Institutionen.